# 阿珊與凱特
《阿珊與凱特》（英語：Sam & Cat）是美国尼克国际儿童频道一部《爱卡莉》及《胜利之歌》的衍生剧。詹妮特·麦柯迪将继续出演自己《爱卡莉》中阿珊·帕凯特的角色，而爱莉安娜·格兰德将继续扮演《胜利之歌》中的凱特·范倫泰。电视剧中，阿珊和凱特成为室友，并经营照看婴孩生意以资助她们的探险。

## 制作
2012年8月3日，尼克国际儿童频道宣布《爱卡莉》和《胜利之歌》的创造者丹·施耐德将会制作一部被称为《阿珊與凱特》的两剧衍生剧的首播集。首播集于2012年8月被订购，并于9月被拍摄。电视剧在2012年11月29日被订购20集，并将于2013年首播。电视剧的制作将于2013年1月开始。

## 剧情
阿珊和凱特将会成为室友，并开始经营照顾婴孩的生意以获取收入。

## 角色

### 主要角色
- 珊·帞吉特（詹妮特·麦柯迪饰）
- 凱特·范倫泰（爱莉安娜·格兰德饰）

## 发行
《阿珊與凱特》将会于2013年由尼克儿童频道在美国首播。电视剧明年亦会在其他国家首播。